# Bipalium
Bipalium is een geslacht van platwormen uit de familie van de Geoplanidae. De naam is samengesteld uit het Latijnse bi (twee) en pala (schep). Dit verwijst naar de spatelvormige vorm van de kop, kenmerkend voor het geslacht. De wetenschappelijke naam werd in 1857 gepubliceerd door William  Stimpson.

## Soorten
- Bipalium adensameri Graff, 1899
- Bipalium admarginatum de Beauchamp, 1933
- Bipalium adventitium Hyman, 1943
- Bipalium albo-coeruleus (Bleeker, 1844)
- Bipalium alternans de Beauchamp, 1930
- Bipalium bergendali (Graff, 1899)
- Bipalium bimaculatum Graff, 1882
- Bipalium chhatarpurense Chaurasia, 1988
- Bipalium choristosperma de Beauchamp, 1925
- Bipalium costaricense Hyman, 1939
- Bipalium crassatrium de Beauchamp, 1939
- Bipalium distinguendum Müller, 1907
- Bipalium dubium Loman, 1890
- Bipalium ephippium Loman, 1890
- Bipalium fuscatum Stimpson, 1857
- Bipalium fuscolineatum Kaburaki, 1922
- Bipalium gestroi Graff, 1894
- Bipalium glandiantrum Kawakatsu, Sluys & Ogren, 2005
- Bipalium glandulosum (de Beauchamp, 1925)
- Bipalium glaucum (Kaburaki, 1922)
- Bipalium gracile (Loman, 1890)
- Bipalium graffi Müller, 1902
- Bipalium haberlandti Graff, 1899
- Bipalium hilgendorfi Graff, 1899
- Bipalium interruptum Graff, 1899
- Bipalium janseni Graff, 1899
- Bipalium javanum Loman, 1883
- Bipalium kaburakii Kawakatsu, Sluys & Ogren, 2005
- Bipalium katoi Kawakatsu, Sluys & Ogren, 2005
- Bipalium kewense Moseley, 1878 – Hamerhoofdplatworm
- Bipalium kisoense Kaburaki, 1922
- Bipalium kraepelini Ritter-Zahony R, 1905
- Bipalium manubriatum Sharp, 1891
- Bipalium marginatum Loman, 1888
- Bipalium mjobergi de Beauchamp, 1925
- Bipalium mondimentum Kaburaki, 1922
- Bipalium monolineatum Kaburaki, 1922
- Bipalium moseleyi Loman, 1888
- Bipalium muninense Kawakatsu, Sluys & Ogren, 2005
- Bipalium myadenosium de Beauchamp, 1939
- Bipalium nigrum (Ritter-Zahony, 1905)
- Bipalium nobile Kawakatsu & Makino, 1982
- Bipalium ochroleucum Kaburaki, 1922
- Bipalium pennsylvanicum Ogren, 1987
- Bipalium penrissenicum Kawakatsu, Ogren & Froehlich, 1998
- Bipalium penzigi Müller, 1902
- Bipalium persephone de Beauchamp, 1939
- Bipalium poiense de Beauchamp, 1925
- Bipalium rigaudi Graff, 1894
- Bipalium robiginosum Graff, 1899
- Bipalium semperi (Graff, 1899)
- Bipalium simrothi Loman, 1895
- Bipalium somii Chaurasia, 1981
- Bipalium strubelli Graff, 1899
- Bipalium sudzukii Kawakatsu, 1987
- Bipalium sylvestre Kapadia, 1947
- Bipalium tetsuyai Kawakatsu, Sluys & Ogren, 2005
- Bipalium unistriatum Kuhl & Hasselt, 1822
- Bipalium univittatum Grube, 1866
- Bipalium vagum Jones & Sterrer, 2005
- Bipalium virile Müller, 1902
- Bipalium weismanni Ritter-Zahony, 1905
- Bipalium wiesneri Graff, 1899